# Дейвид Гемел
Дейвид Андрю Гемъл (на английски: David Andrew Gemmell) е английски писател на фентъзи романи. На български е издаден като Дейвид Гемел.

## Биография
Дейвид Гемел е роден на 1 август 1948 г. в Западен Лондон, Англия. На 16-годишна възраст е изгонен от училище заради организиране на хазартни игри. Работи като работник, шофьор на камион и охранител на нощен бар.
Намира си работа като журналист и работи като репортер и редактор на Westminster Press от 1966 до 1972 г., а по-късно е редактор на Hastings Observer и Folkestone Herald. Впоследствие е назначен е за главен редактор на пет вестника на Синдиката на Южното крайбрежие, и работи като новинарски журналист за редица вестници, сред които лондонските „Дейли Мейл“, „Дейли Мирър“ и „Дейли Експрес“.
Първият му опит за роман е отхвърлен от издателите и до 28-годишна възраст той не прави опити да пише фантастика. Вярвайки, е има терминален рак (който впоследствие се оказва неживотозастрашаващ), Гемел написва втория си ръкопис само за две седмици, който обаче също е отхвърлен от издателите. Следвайки идеите на приятел, писателят преработва ръкописа и така през 1984 г. публикува първия си роман – „Легенда“ (Legend), който става бестселър. В него се октриват темата за остаряването и смъртта, и за силата на изкуплението, отразяваща неговите християнски вярвания, които са характерни за много от по-късните му романи. Освен това той черпи вдъхновение от келтската митология и древната история.
През 1985 г. излиза „Кралят отвъд портата“ (The King Beyond the Gate), а през 1986 г. – „Странник“ (Waylander). Именно с публикуването на третия си роман той най-сетне става писател на пълен работен ден. Първите му три книги са част от доста популярната му поредица „Дренай“ (Drenai).
В края на 80-те г. писателят работи и по други поредици, за което свидетелстват двата му романа за Джон Шаноу: „Вълк в сянка“ (Wolf in Shadow) и „Последният пазител“ (The Last Guardian), и поредицата „Камъните на силата“ („Призрачен крал“ (The Ghost King) и „Последният меч на силата“ (The Last Sword of Power)).
През 90-те г. работата на Гемел е особено плодотворна и на бял свят излизат: „Странник II: В царството на вълка“ (Waylander II: In the Realm of the Wolf), „Първите хроники на Друс Легендата" (The First Chronicles of Druss the Legend), „Легендата за Ходещия мъртвец" (The Legend of Deathwalker) и „Зимни воини“ (Winter Warriors), които се прибавят към вече впечатляващата „Сага за Дренай“ (The Drenai Saga). През 1994 г. публикува „Кървав камък“ (Bloodstone), с която завършва серията „Джон Шаноу“ (Jon Shannow), а книгите в новата серия „Кралицата-ястреб“ (Hawk Queen) – „Дъщерята на Желязната ръка" (Ironhand's Daughter) и „Вечният ястреб" (The Hawk Eternal) са публикувани съответно през 1995 и 1996 г. През 1999 г. „Меч в бурята“ (Sword in the Storm) поставя началото на серията „Риганте“ (The Rigante), а самостоятелните романи „Утринна звезда“ (Morning Star) и „Тъмна луна“ (Dark Moon) завършват много ползотворното десетилетие за твореца.
През 1993 г. Гемел си взима пауза от героичното фентъзи и публикува криминалето „Бял рицар, черен лебед“ (White Knight, Black Swan) под името Рос Хардинг (Ross Harding), за да не разстрои верните си фенове. Това е първата му книга, която не става бестселър.
През 21 век Гемел прибавя още успешни книги към творчеството си: „Белият вълк“ (White Wolf), „Мечовете на нощта и деня“ (The Swords of Night and Day) и различни антологии към серията „Дренай“, докато „Среднощен сокол“ (Midnight Falcon), „Гарваново сърце" (Ravenheart) и „Буреносен ездач“ (Stormrider) завършват серията „Риганте“ (The Rigante).
Интересното е, че когато го питат за темата на книгите му, писателят казва: „Израснах заобиколен от насилници. Разбирам ги. Това означава, че когато пиша екшън-сцени и когато използвам персонажи, служещи си с насилие, разбирам това“. Насилието със сигурност играе голяма роля в творбите на Гемел, особено по отношение на слабите срещу силните. Той внася реализъм във фентъзи работата си и добавя своята собствена специална съставка – хумора от Западен Лондон.
В интервю на www.sffworld.com през 1998 г. Дейвид Гемел споменава, че книгата, която той помни най-добре от детството си, е „Хобитът“ на Дж. Р. Р. Толкин. Спомня си как директорът на училището влизал в класната стая всеки четвъртък и четял от книгата в продължение на половин час, а той затварял очи, за да изживее историята. Той описва себе си като „висок и с недостатъци“ и поставя лоялността и смелостта като две от нещата, на които най-много се възхищава у хората.
Онова, което направи Гемел различен от много автори е неговият начин на разказване, създавайки герои, с които читателят не само може да се свърже, но и да намери за вдъхновяващи. Романите му обикновено се занимават с темите за честта, приятелството и лоялността, като самият автор казва веднъж, че не иска да пише книги за „безсмислена диващина“. Въпреки че от време на време писането му е опростено, той е блестящ разказвач на истории, който не само е способен да рисува ярки битки, но да предизвика силни емоции у читателя.
Две седмици след сърдечен байпас Дейвид Гемел умира от коронарна болест на 28 юли 2006 г. в Хейстингс, Англия. Той е заклет пушач, но открива, че опитите му да се откаже от пушенето имат отрицателно влияние върху писането му. Умира малко след излизането на втората книга от новата му поредица „Троя“: „Повелителят на сребърния лък“ (Troy: Shield of Thunder). Вдовицата му Стела завършва третата книга със 70-те хил. думи, които вече са написани, и със сцените и сюжетите, за които съпругът ѝ е говорил преди да умре.
На негово име през 2009 г. тя учредява литературна награда за фентъзи. Наградата има три категории – за най-добър роман от британски автор, за най-добър преводен роман и за най-добра корица. Изборът се определя чрез гласуване на читателите по Интернет. Удостоени с наградата са били Р. Скот Бакър, Тери Брукс, Робин Хоб, Брандън Сандерсън, Ейдриън Чайковски, Анжей Сапковски, Тад Уилямс и много други.

## Избрани произведения

### Серия „Сага за Дренай“ (The Drenai Saga)
1. Legend (1984)
Легенда, изд. „ИнфоДАР“, София (2010), прев. Александра Павлова
2. The King Beyond the Gate) (1985)
Кралят отвъд портата, изд. „ИнфоДАР“, София (2011), прев. Симеон Цанев
3. Waylander (1986)
4. Quest for Lost Heroes (1990)
5. Waylander II: In the Realm of the Wolf (1992)
6. The First Chronicles of Druss the Legend (1993)
7. The Legend of Deathwalker (1996)
8. Winter Warriors (1996)
9. Hero in the Shadows (2000)

- Dawn of a Legend (1988) – разказ

### Серия „Камъните на силата“ (SipstrassiилиStones of Power)

#### Серия Stones of Power (Arthurian)
1. The Ghost King (1988)
2. The Last Sword of Power (1988)
Призрачният крал. Последният меч на силата, изд. „Бард“ (2001), прев. Милена Илиева, ISBN 954-585-209-7

#### Серия Jon Shannow
1. Wolf in Shadow (1987)
2. The Last Guardian (1989)
Вълк в сянка. Последният пазител, изд. „Бард“ (2001), прев. Крум Бъчваров, ISBN 954-585-251-8
3. Bloodstone (1994)

### Серия „Риганте“ (Rigante)
1. Sword in the Storm (1999)
Меч в бурята, изд. „Бард“ (2016), прев. Владимир Зарков, ISBN 978-954-655-659-2
2. Midnight Falcon) (2000)
Среднощен сокол, изд. „Бард“ (2016), прев. Владимир Зарков, ISBN 978-954-655-674-5
3. Ravenheart (2001)
4. Stormrider (2002)

### Серия „Троя“ (Troy)
1. Troy: Lord of the Silver Bow (2005)
Троя: Повелителят на сребърния лък, изд. „ИнфоДАР“ (2005), прев. ?, ISBN 978-954-761-278-5
2. Troy: Shield of Thunder (2006)
Троя: Гръмотевичния щит, изд. „ИнфоДАР“ (2008), прев. Симеон Цанев, ISBN 978-954-761-307-2
3. Troy: Fall of Kings (2007) – завършена от Стела Гемел
Троя: Гибелта на царете, изд. „ИнфоДАР“ (2008), прев. Симеон Цанев; Илиян Илиев, ISBN 978-954-761-327-0